# Parapinnanema shirleyae
Parapinnanema shirleyae is een rondwormensoort uit de familie van de Chromadoridae. De wetenschappelijke naam van de soort is voor het eerst geldig gepubliceerd in 1965 door Coles.